# Gelis pulicarius
Gelis pulicarius là một loài tò vò trong họ Ichneumonidae.